# Kent Nagano
Kent Nagano (Berkeley, 22 novembre 1951) è un direttore d'orchestra statunitense, attualmente direttore musicale dell'Opera di Amburgo.

## Biografia

### Origini e formazione
Nagano è nato a Berkeley, in California, mentre i suoi genitori erano nella scuola di specializzazione presso l'Università della California - Berkeley; è un nippo-americano della terza generazione.
È cresciuto a Morro Bay, una città situata sulla costa centrale della California. Ha studiato sociologia e musica presso l'Università della California, Santa Cruz. Dopo la laurea si trasferisce al San Francisco State University per studiare musica. Mentre era lì, ha frequentato i corsi di composizione da Grosvenor Cooper e Roger Nixon. Ha inoltre studiato presso l'Ecole Normale de Musique di Parigi.

### Carriera
Il primo lavoro di Nagano è stato con l'Opera Company di Boston, dove è stato direttore assistente di Sarah Caldwell. Nel 1978, è diventato il direttore della Berkeley Symphony, il suo primo incarico di amministratore musicale. Si è dimesso da questa posizione nel 2009. Durante la sua permanenza a Berkeley, Nagano è diventato esperto della musica di Olivier Messiaen ed ha avviato una corrispondenza con lui e la moglie Yvonne Loriod.
Nel 1982 Nagano ha condotto la London Symphony Orchestra in molte composizioni orchestrali di Frank Zappa in prima esecuzione. Nagano ha registrato diversi pezzi di Zappa nel London Symphony Orchestra, vol. 1, in cui Zappa aveva scelto personalmente Nagano per dirigere l'orchestra. Nagano ha descritto questo come "la mia prima occasione, la mia prima vera pausa".
A partire dal 1985 Nagano è stato il direttore musicale del Festival musicale di Ojai quattro volte fino al 2004 ed una volta a fianco di Stephen Mosko nel 1986.
Al Teatro alla Scala di Milano dirige nel 1987 Salomè di Richard Strauss con Helga Dernesch e Montserrat Caballé e nel 2000 la Sinfonia n. 2 (Mahler).
Nagano è stato direttore musicale dell'Opéra national de Lyon dal 1988 al 1998, dove ha registrato, con la Lyon National Opera Orchestra e coro, numerose opere di Ferruccio Busoni (Doktor Faust, Arlecchino e Turandot), Stravinskij (La carriera di un libertino), Jacques Offenbach (Les Contes d'Hoffmann), Debussy (prima mondiale di Rodrigue et Chimène), Joseph Canteloube (Chants d'Auvergne), Berlioz (La damnation de Faust), Carlisle Floyd (Susannah), Richard Strauss (la versione francese di Salomè, la versione originale di Ariadne auf Naxos), Peter Eötvös (Trois Sœurs), Massenet (Werther (opera)), Léo Delibes (Coppélia), Poulenc (I dialoghi delle Carmelitane (opera)''), Maurice Ravel (orchestrale opere) e Kurt Weill (I sette peccati capitali).
Nagano ha lavorato come direttore principale della Orchestra Hallé in Manchester (1992-1999). Durante il suo mandato, Nagano ha ricevuto critiche per la sua programmazione costosa ed ambiziosa, così come le sue commissioni da conduttore.
Al Metropolitan Opera House di New York nel 1994 dirige I dialoghi delle Carmelitane con Dawn Upshaw, la Dernesch e Teresa Stratas.
Al Festival di Salisburgo dirige nel 1994 Oedipus rex di Stravinskij con i Wiener Philharmoniker e Matti Salminen, nel 1996 musiche di Olivier Messiaen con la Philharmonia Orchestra, nel 1997 Le martyre de Saint Sébastien con la Philharmonia e Sara Mingardo, nel 1998 San Francesco d'Assisi (opera) con la Upshaw, José van Dam, Chris Merritt, Tom Krause e John Aler con l'Hallé Orchestra Manchester ed un concerto con Gwyneth Jones, nel 1999 Doktor Faust di Busoni con Thomas Hampson (cantante), Merritt e László Polgár (basso) e Das Lied von der Erde con Simon Keenlyside e nel 2000 la prima assoluta di L'amour de loin di Kaija Saariaho con la Upshaw e Des Knaben Wunderhorn (Mahler) con Hampson.
Nagano è diventato direttore principale e direttore artistico della Deutsches Symphonie Orchester Berlin nel 2000 ed è stato in questa posizione fino al 2006. Ha fatto un certo numero di registrazioni con l'orchestra, con musiche di Ludwig van Beethoven, Arnold Schönberg, Anton Bruckner, Alexander von Zemlinsky e Gustav Mahler.
Nagano è diventato direttore principale della Los Angeles Opera (LA Opera) con la stagione 2001-2002. Nel maggio 2003 Nagano è stato nominato primo direttore musicale della LA Opera ed ha mantenuto questa posizione fino al 2006. Ha inoltre diretto la prima mondiale di La Morte di Klinghoffer di John Adams (compositore) presso La Monnaie/De Munt di Bruxelles.
Ancora a Salisburgo dirige nel 2002 Der König Kandaules di Zemlinsky ed il Requiem di Mozart con la Deutsches Symphonie Orchester Berlin, nel 2003 Les contes d'Hoffmann con Neil Shicoff, Angelika Kirchschlager, Ruggero Raimondi e Waltraud Meier, nel 2005 Die Gezeichneten di Franz Schreker con la Deutsches Symphonie Orchester Berlin e la Sinfonia n. 6 (Bruckner) e nel 2011 il Concerto per pianoforte e orchestra n. 27 (Mozart) con Maria João Pires, la Sinfonia n. 8 (Schubert) ed un concerto con Tabea Zimmermann.
All'Opéra National de Paris dirige nel 2004 I dialoghi delle Carmelitane con Dawn Upshaw, Anja Silja e Patricia Petibon, nel 2005 Cardillac di Paul Hindemith e nel 2009 Werther.
Al Washington National Opera dirige nel 2004 Ein deutsches Requiem.
Al Bayerische Staatsoper nel 2005 dirige Billy Budd (opera) con John Tomlinson, nel 2006 Salomè, nel 2007 Chovanščina con Paata Burchuladze, Parsifal (opera) con Tomlinson, la prima assoluta di Alice in Wonderland con la Jones, Evgenij Onegin (opera) e Tristan und Isolde con la Meier, nel 2008 Idomeneo, re di Creta ed Ariadne auf Naxos con Diana Damrau e Wozzeck, nel 2009 Elettra (Strauss), Lohengrin (opera) con Jonas Kaufmann e Don Giovanni (opera) e nel 2010 Tannhäuser (opera) con Salminen e la Meier, I dialoghi delle Carmelitane, Die schweigsame Frau con la Damrau e Daphnis et Chloé.
Nel 2006, Nagano è direttore musicale sia della Orchestre symphonique de Montréal (OSM) che dell'Opera di Stato della Baviera. Il suo contratto con l'Opera di Stato della Baviera non gli permette di essere il direttore musicale di un'altra società d'opera fino alla prevista conclusione del mandato con l'Opera di Stato Bavarese nel 2013. Con l'OSM, ha diretto le registrazioni per etichette come ECM New Series e Analekta. Il suo attuale contratto con l'OSM è fino al 2016. Egli è anche uno dei 'Conductor Collegium dell'Orchestra nazionale russa.
Nel 2009 dirige Il viaggio a Reims all'Accademia di Santa Cecilia di Roma.
Nel 2011 dirige un concerto con la Meier ad Edimburgo, Lohengrin con Kaufmann e la Meier, Ariadne auf Naxos, Der Zwerg di Zemlinsky e L'Enfant et les sortilèges al Nationaltheater (Monaco di Baviera) e Sigfrido (opera) al Bergen National Opera.
Nel 2012 dirige Das Rheingold, Die Walküre, Parsifal, Wozzeck, Il crepuscolo degli dei, Tannhäuser, Babylon di Jörg Widmann ed I dialoghi delle Carmelitane a Monaco di Baviera, La Walkyrie al Théâtre des Champs-Élysées ed un concerto con la Mahler Chamber Orchestra al Ruhr Triennale di Gelsenkirchen.
Nel mese di agosto 2012, la Gothenburg Symphony Orchestra ha annunciato la nomina di Nagano come suo direttore ospite principale e consulente artistico, a partire dalla stagione 2013-2014, con un contratto iniziale di 3 anni. Nel settembre 2012, l'Opera di Amburgo ha annunciato la nomina di Nagano come prossimo Generalmusikdirektor (Direttore Generale Musica) e Chefdirigent (direttore principale), dalla stagione 2015-2016, con un contratto fino alla stagione 2019-2020.
Nel 2013 dirige Boris Godunov (opera) e Tristan und Isolde a Monaco di Baviera e Written on Skin di George Benjamin al Theater an der Wien.

## Vita privata
Nagano è sposato con la pianista Mari Kodama con la quale ha avuto una figlia.

## Premi
- Seaver/National Endowment for the Arts conduttori Award nel 1985
- Wilhelm Furtwängler Prize 2010, Beethovenfest Bonn

## Discografia (parziale)
- Adams: The Death Of Klinghoffer - Kent Nagano/Orchestre de l'Opéra de Lyon, 1992 Nonesuch
- Adam: El Niño - Dawn Upshaw/Deutsches Symphonieorchester Berlin/Kent Nagano/Steven Rickards/Willard White, 2001 Warner
- Beethoven: Symphonies Nos. 1 & 7 - Kent Nagano/Orchestre Symphonique De Montreal, 2014 Sony
- Beethoven: Symphonies Nos. 2 & 4 - Kent Nagano, 2014 Sony
- Beethoven: The Creatures of Prometheus & Symphony No. 3 - Kent Nagano/Orchestre Symphonique De Montreal, 2011 Analekta Sony
- Beethoven: Symphonies Nos. 6 & 8; Grosse Fuge - Kent Nagano, 2011 Sony
- Beethoven: Symphony No. 9 - Human Misery - Human Love - Kent Nagano/Orchestre Symphonique De Montreal, 2011 Analekta Sony
- Beethoven: Christus Am Ölberge - Deutsches Symphonie-Orchester Berlin/Kent Nagano/Plácido Domingo, 2003 harmonia mundi
- Berlioz: Nuits D'été, Ravel: Sheherazade - Bernarda Fink/Deutsches Symphonie-Orchester Berlin/Kent Nagano, 2007 harmonia mundi
- Bernstein: Mass - Deutsches Symphonie-Orchester Berlin/Kent Nagano/Rundfunkchor Berlin, 2004 harmonia mundi
- Brahms: Symphony No. 4 - Schoenberg: Variations, Op. 31 - Deutsches Symphonie-Orchester Berlin/Kent Nagano, 2006 harmonia mundi
- Bruckner: Symphonie No. 3 - Deutsches Symphonie Orchester Berlin/Kent Nagano, 2004 harmonia mundi
- Bruckner: Symphony No. 4 - Kent Nagano/Bayerisches Staatsorchester, 2008 Sony BMG
- Bruckner: Symphony No. 6 - Deutsches Symphonie-Orchester Berlin/Kent Nagano, 2005 harmonia mundi
- Bruckner: Symphony No. 7 in E Major - Kent Nagano/Bayerisches Staatsorchester, 2011 Sony
- Busoni, Doktor Faust - Nagano/Fischer-Dieskau, 1997/1998 Erato - Grammy Award for Best Opera Recording 2001
- Eötvös: 3 Sisters - Kent Nagano/Orchestre de l'Opera National de Lyon, 1999 Deutsche Grammophon
- Floyd, Susannah - Nagano/Studer/Ramey/Hadley/Chester, 1994 Virgin Classics - Grammy Award for Best Opera Recording 1995
- Honegger & Ibert, L'Aiglon - Nagano/Barrard/Dupuis, 2015 Decca
- Mahler: Das Lied von der Erde - Kent Nagano/Orchestre Symphonique De Montreal, 2009 Sony
- Mahler: Symphony No. 3 - Dagmar Pecková/Deutsches Symphonie-Orchester Berlin/Kent Nagano, 2000 Teldec
- Mahler: Symphonie No. 8 - Kent Nagano/Deutsches Symphonie Orchester Berlin/Rundfunkchor Berlin, 2011 harmonia mundi
- Messiaen: Saint Francois D'Assise - Hallé Orchestra/Kent Nagano, 1999 Deutsche Grammophon
- Poulenc: Dialogues des Carmelites - Choeur de L'Opéra National de Lyon/Kent Nagano/Orchestre de l'Opéra National de Lyon, 2006 EMI Erato
- Poulenc Songs - José van Dam/Kent Nagano/Orchestre de l'Opéra National de Lyon, 1992 EMI Virgin Erato
- Prokof'ev: L'Amour des trois oranges - Kent Nagano, 1989 EMI Virgin Erato
- Saariaho, L'Amour de Loin - Nagano, 2009 Harmonia Mundi - Grammy Award for Best Opera Recording 2011
- Schönberg: Die Jakobsleiter - Deutsches Symphonie-Orchester Berlin/Kent Nagano, 2004 harmonia mundi
- Strauss R: Ariadne auf Naxos - Kent Nagano/Gösta Winbergh, 1997 EMI Virgin Erato
- Stravinskij: The Rite of Spring - Kent Nagano/London Philharmonic Orchestra/Orchestre de l'Opéra de Lyon, 2004 EMI Virgin Erato
- Wolf: Prometheus (Orchesterlieder) - Deutsches Symphonie-Orchester Berlin/Dietrich Henschel/Juliane Banse/Kent Nagano, 2005 harmonia mundi
- Frank Zappa, London Symphony Orchestra, Vol. 1 - 1983 Barking Pumpkin
- Frank Zappa, London Symphony Orchestra, Vol. 2 - 1987 Barking Pumpkin Records
- Nagano, Halloween - Nagano/Orch. de Montréal, 2015 Decca

### DVD & BLU-RAY
- Adams: El Niño (Chatelet, 2000) - Dawn Upshaw/Lorraine Hunt Lieberson, regia di Peter Sellars, Arthaus Musik/Naxos
- Britten: Owen Wingrave (Film version, 2001) - Deutsches Symphonie Orchester Berlin, Arthaus Musik/Naxos
- Delibes: Coppélia (Lyon National Opera Ballet Studio Production, 1994), Arthaus Musik/Naxos
- Prokof'ev: L'amour des 3 Oranges (Lyon Opera, 1989), Arthaus Musik/Naxos
- Rimskij-Korsakov: Le Coq d'Or (Chatelet, 2002), Arthaus Musik/Naxos
- Wagner, Lohengrin - Nagano/Kaufmann/Harteros/BRSO, regia Richard Jones, 2009 Decca
- Wagner: Lohengrin (Baden-Baden Festspielhaus, 2006) - Waltraud Meier, Opus Arte/Naxos
- Wagner: Parsifal (Baden-Baden, 2004) - Waltraud Meier/Matti Salminen/Thomas Hampson (cantante), Opus Arte/Naxos